# ریباره (کروشواتس)
ریباره (به صربی: Ribare) یک منطقهٔ مسکونی در صربستان است که در کروشواتس واقع شده‌است. ریباره ۶۹۷ نفر جمعیت دارد.